# Fernão Álvares do Oriente
Fernão Álvares do Oriente, född omkring 1540, och död ca 1600, var en portugisisk skald.
Álvares do Oriente förattade Lusitania tranformata (tryckt 1607 och 1781), en på vers och prosa i italienskt maner skriven herderoman med vackra elegier, sonetter och idyller.